# Limestone Lake, Manitoba
Limestone Lake är en sjö i Kanada.   Den ligger i provinsen Manitoba, i den östra delen av landet, 1 900 km nordväst om huvudstaden Ottawa. Limestone Lake ligger 194 meter över havet. Den sträcker sig 0,8 kilometer i nord-sydlig riktning, och 0,2 kilometer i öst-västlig riktning.
Trakten runt Limestone Lake är nära nog obefolkad, med mindre än två invånare per kvadratkilometer.